# سفر نشيد الأنشاد 5

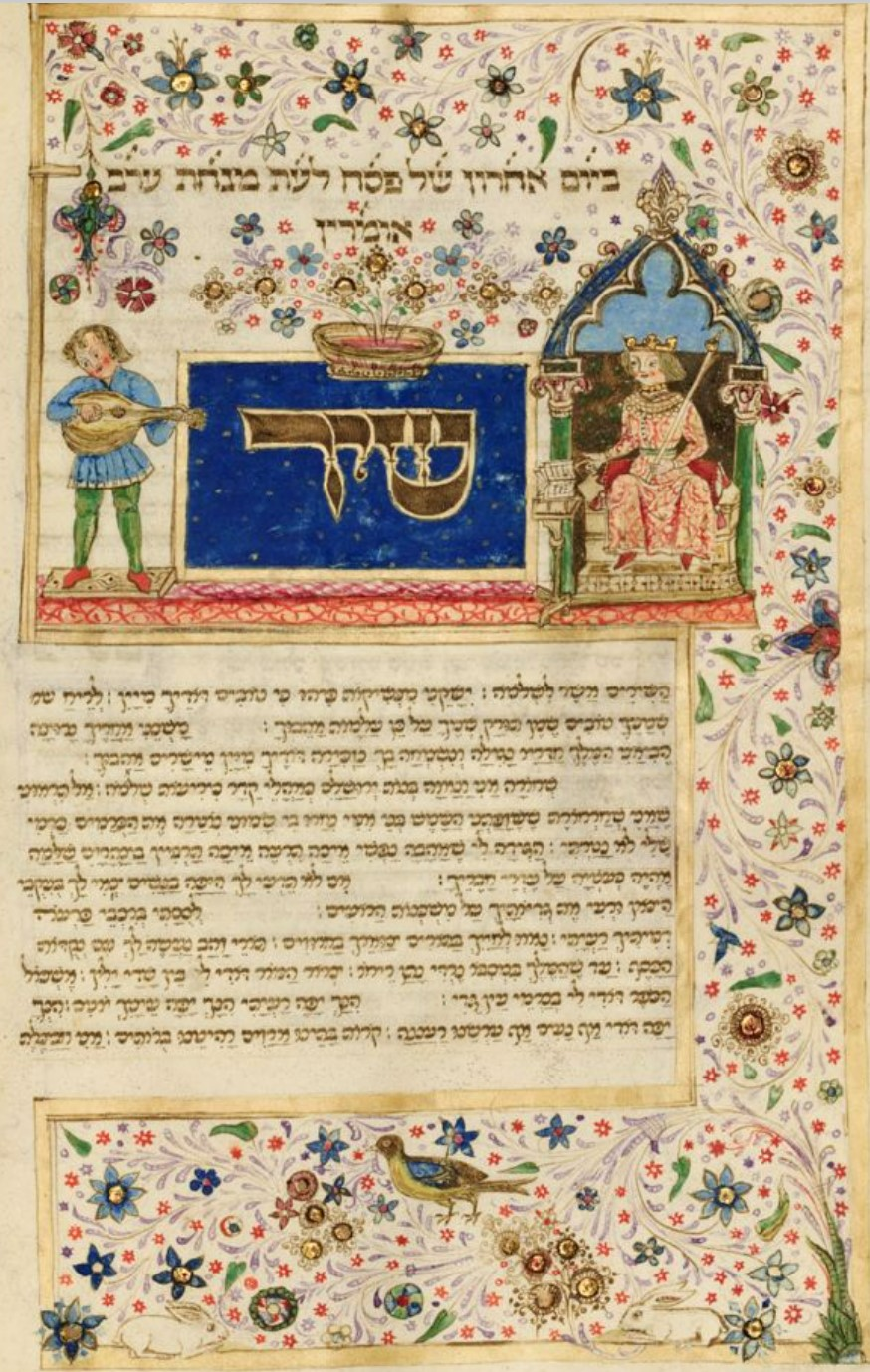
رسم توضيحي للآية الأولى من السفر، تظهر شاعرا يعزف أمام النبي سليمان.

نشيد الأنشاد 5 (يُختصر بالأغنية 5) هو الإصحاح الخامس من سفر نشيد الأنشاد في الكتاب المقدس العبري أو العهد القديم للكتاب المقدس المسيحي. هذا السفر هو واحد من خمسة ميجيلوت (مجموعة من الكتب القصيرة) إلى جانب سفر راعوث، سفر مراثي إرميا، سفر الجامعة وسفر إستير وتقع كلها داخل أسفار الكتابات، وهو السفر الثالث والأخير من الكتاب المقدس العبري.
يرى التقليد اليهودي أن سليمان هو مؤلف هذا الكتاب، ويؤثر هذا الإسناد على قبول هذا الكتاب كنص قانوني، على الرغم من أن هذا موضع نزاع كبير في الوقت الحالي. يحتوي هذا الفصل على عدة أجزاء تبدأ باستجابة الرجل لقبول المرأة دعوته. الجزء الثاني هو رفض المرأة الترحيب بالرجل في غرفتها ليلاً، وعندما غيرت رأيها كان قد ذهب واختفى؛ في الجزء التالي بحثت عنه في المدينة وفي الجزء الأخير تصف مدى عدالة الرجل لبنات القدس.

## الآيه 16 من الإصحاح
يعتقد المسلمون أن الآية 16 من هذا الإصحاح قد ذكر فيها اسم النبي محمد وهي مكتوبة بالعبرية كما يلي:חִכּוֹ֙ מַֽמְתַקִּ֔ים וְכֻלּ֖וֹ מַחֲמַדִּ֑ים זֶ֤ה דוֹדִי֙ וְזֶ֣ה רֵעִ֔י בְּנ֖וֹת יְרוּשָׁלִָֽם׃)  وتنطق بالعربية: «حيكو مامتاكيم فيخولو محمديم زي دودي في زي رعي بنوت يروشلايم»
أما ترجمة هذا النص في الإنجيل فهي: (حلقه حلاوة وكله مشتهيات. هذا حبيبي وهذا خليلي يا بنات أورشليم.) حيث تم وفقًا لبعض المصادر ترجمة الاسم (מַחֲמַדִּ֑ים) «محمديم» إلى «مشتهيات»، يجادل المسلمون أن اللاحقة «إيم» تستخدم للاحترام في اللغات السامية كما هي مع محمد، والدليل على ذلك هو النص الموجود في سفر التكوين الإصحاح 1 العدد 1 وهو هكذا: "בְּרֵאשִׁ֖ית בָּרָ֣א אֱלֹהִ֑ים אֵ֥ת הַשָּׁמַ֖יִם וְאֵ֥ת הָאָֽרֶץ׃" والكلمة "אֱלֹהִ֑ים " مكونة من «إلوه» و «إيم» وفي الترجمة العربية-وكذلك في الترجمات الأخرى- وردت الكلمة "אֱלֹהִ֑ים" بصيغة المفرد «الله» ولو كانت جمعًا، لوردت «آلهة»، ودليل آخر أيضًا عند المسلمين هو في سفر الخروج الإصحاح 7 العدد 1 وهو هكذا: "וַיֹּ֤אמֶר יְהוָה֙ אֶל־מֹשֶׁ֔ה רְאֵ֛ה נְתַתִּ֥יךָ אֱלֹהִ֖ים לְפַרְעֹ֑ה וְאַהֲרֹ֥ן אָחִ֖יךָ יִהְיֶ֥ה נְבִיאֶֽךָ׃" إذ وردت كلمة "אֱלֹהִ֑ים" لموسى وهو مفرد.